# Regiunile Republicii Togoleze
Republica Togoleză este divizată în cinci regiuni și un municipiu reședință de stat (Lomé).
Regiunile sunt divizate în treizeci de prefecturi.
Prefecturile din fiecare regiune sunt acestea (cu capitala și numărul de locuitori):
- municipiul Lomé (373 000 locuitori)
- regiunea Maritime (reședință: Lomé) 
  - Avé (Kévé, 80 000)
  - Golfe (Lomé, 294 000)
  - Lacs (Aného, 211 000)
  - Vo (Vogan, 204 000)
  - Yoto (Tabligbo, 138 000)
  - Zio (Tsévié, 228 000)
- regiunea Plateaux (reședință: Atakpamé) 
  - Agou (Agou-Gadjepe, 76 000)
  - Amou (Amlamé, 76 000)
  - Danyi (Danyi-Apéyémé, 37 000)
  - Est-Mono (Elavagnon, 67 000)
  - Haho (Notsé, 165 000)
  - Kloto (Kpalimé, 161 000)
  - Moyen-Mono (Tohoun, 62 000)
  - Ogou (Atakpamé, 220 000)
  - Wawa (Badou, 143 000)
- regiunea Centrale (reședință: Sokodé) 
  - Blitta (Blitta, 99 000)
  - Sotouboua (Sotouboua, 124 000)
  - Tchamba (Tchamba, 74 000)
  - Tchaoudjo (Sokodé, 152 000)
- regiunea Kara(reședința: Kara) 
  - Assoli (Bafilo, 45 000)
  - Bassar (Bassar, 92 000)
  - Binah (Pagouda, 58 000)
  - Dankpen (Guérin-Kouka, 65 000)
  - Doufelgou (Niamtougou, 73 000)
  - Kéran (Kandé, 62 000)
  - Koza (Kara, 185 000)
- regiunea Savanes (reședință: Dapaong) 
  - Kpendjal (Mandouri, 104 000)
  - Oti (Sansanné-Mango, 119 000)
  - Tandjouaré (Tandjouaré, 80 000)
  - Tone (Dapaong, 239 000)